# Servance
Servance – miejscowość i dawna gmina we Francji, w regionie Burgundia-Franche-Comté, w departamencie Górna Saona. W 2013 roku populacja gminy wynosiła 822 mieszkańców. 
W dniu 1 stycznia 2017 roku z połączenia dwóch ówczesnych gmin – Servance oraz Miellin – utworzono nową gminę Servance-Miellin. Siedzibą gminy została miejscowość Servance.